# Stefano Guidotti
Stefano Alessandro Guidotti (* 16. Juni 1999 in Locarno) ist ein Schweizer Fussballspieler.

## Karriere

### Verein
Guidotti begann seine Laufbahn in der Tessiner Nachwuchsauswahl Team Ticino. Zur Saison 2017/18 sollte er in das Kader des FC Lugano befördert werden, er kam allerdings verletzungsbedingt nicht zum Zug. Im Sommer 2018 schloss er sich auf Leihbasis dem FC Chiasso an. Am 22. Juli 2018 gab er beim 1:3 gegen den FC Vaduz sein Profidebüt in der zweitklassigen Challenge League, als er in der 79. Minute für Antoine Rey eingewechselt wurde. Bei den Südtessinern wurde er regelmässig eingesetzt und absolvierte 25 Ligapartien, in denen er drei Tore erzielte. Nach Leihende kehrte er im Sommer 2019 wieder zum FC Lugano zurück. Neben drei Spielen für die U-21 des Team Ticino in der fünftklassigen 2. Liga interregional bestritt er bis Saisonende zwölf Partien in der Super League, wobei er einmal traf. Zudem spielte er mit Lugano in der Gruppenphase der UEFA Europa League. In der Folgesaison kam er zu 18 Spielen in der höchsten Schweizer Spielklasse und schoss dabei zwei Tore.

### Nationalmannschaft
Guidotti war in der Schweizer U-15-Auswahl aktiv, bevor er ab 2016 in der U-18-Nationalmannschaft spielte. Im März 2019 absolvierte er sein einziges Spiel in der U-20-Nationalelf.